# فهرست فیلم‌های ایرانی سال ۱۳۳۱
فهرست فیلم‌های ایرانی سال ۱۳۳۱
| فیلم          | کارگردان        |
| ------------- | --------------- |
| اشتباه        | منصور مبینی     |
| حاکم یک روزه  | پرویز خطیبی     |
| دزد عشق       | اسماعیل کوشان   |
| زنده باد خاله | پرویز خطیبی     |
| عمر دوباره    | پرویز خطیبی     |
| مادر          | اسماعیل کوشان   |
| ولگرد         | مهدی رئیس فیروز |
| یاغی          | مهدی بشارتیان   |
| یک نگاه       | هایک گاراگاش    |